# 日本経済新聞社
株式会社日本経済新聞社（にほんけいざいしんぶんしゃ、英: Nikkei Inc.）は、東京都千代田区大手町に本社を置く、日本の大手新聞社である。日本経済新聞（日経新聞）などの新聞発行のほか、デジタル媒体（日経電子版など）の運営、出版、放送、文化事業や賞の主催・表彰なども行っている。また、日本を代表する株価指数である「日経平均株価（日経225、Nikkei225）」を算出・公表していることでも知られている。

## 概要

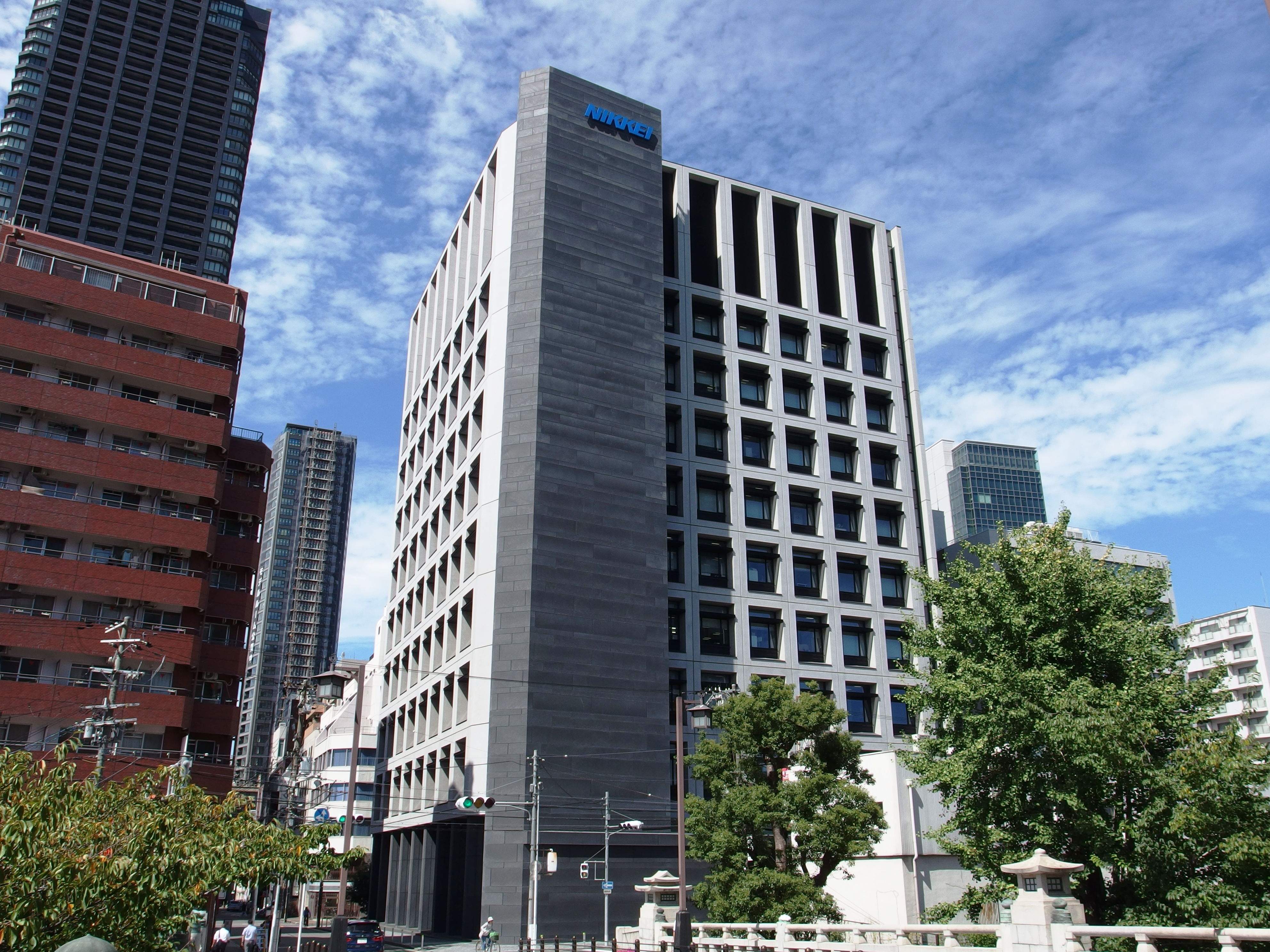
日本経済新聞大阪本社
（大阪府大阪市中央区）

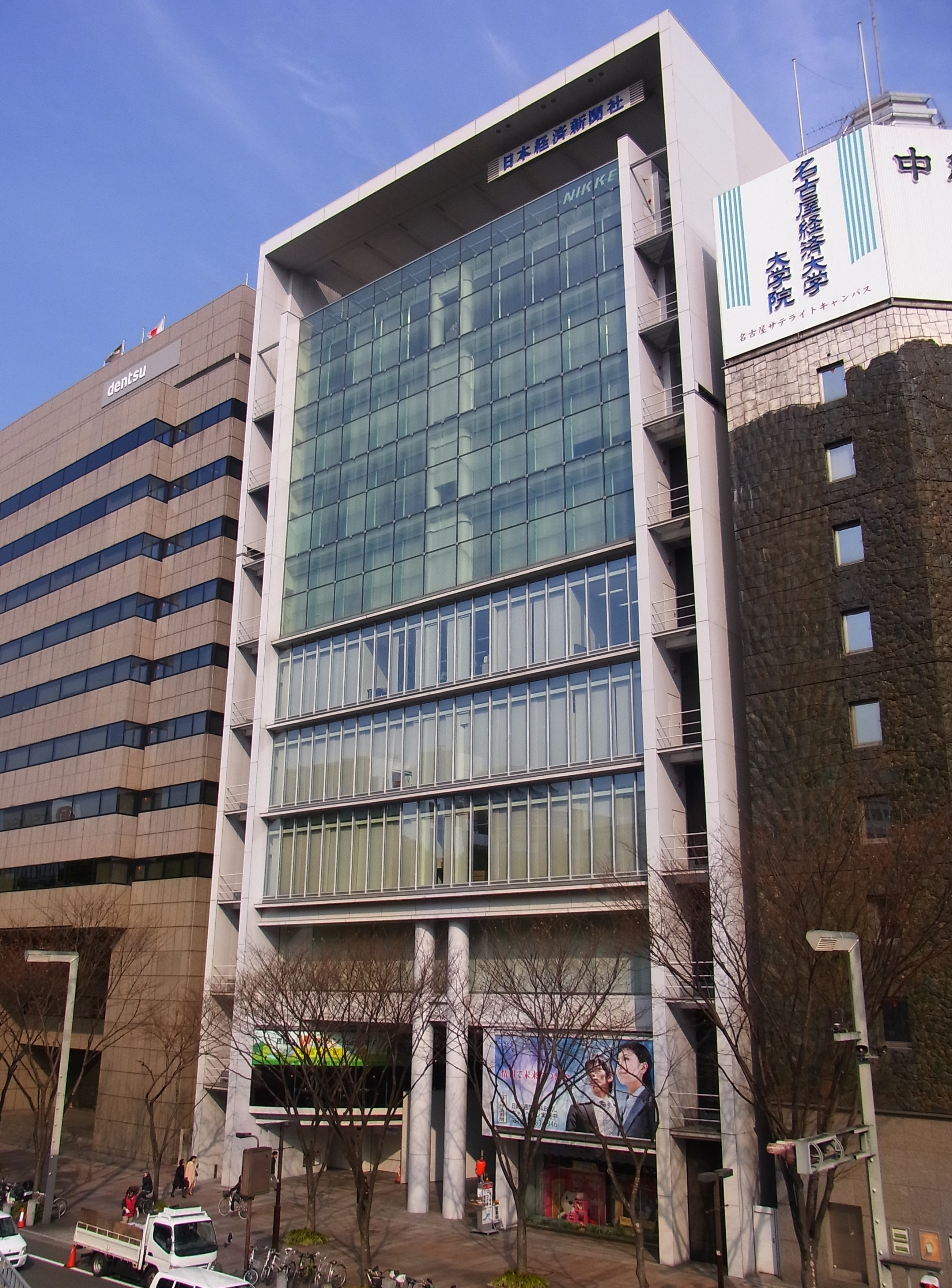
日本経済新聞名古屋支社
（愛知県名古屋市中区）

### 本社・支社
本社
東京本社：東京都千代田区大手町1丁目3-7（日経ビル）
大阪本社：大阪市中央区高麗橋1丁目4-5
支社
名古屋支社：名古屋市中区栄4丁目16-33
西部支社：福岡市博多区博多駅東2丁目16-1
札幌支社：札幌市中央区北1条西6丁目1-2
神戸支社：神戸市中央区下山手通7丁目1-24
京都支社：京都市中京区烏丸通竹屋町角
大阪本社管轄である京都支社および神戸支社では、新聞を発行していない。
※2008年（平成20年）4月15日朝刊以後、1面題字下に掲載されている発行所所在地の表示で詳細住所を掲載しているのは東京本社だけで、ほかの本・支社（神戸・京都を除く）は電話番号のみの掲載となった。
※名古屋支社の旧社屋はその後毎日新聞中部本社が買い取り、一時期名古屋駅前にある社屋建て直し（2003年（平成15年） - 2006年（平成18年）。現在のミッドランドスクエアの箇所）に伴う暫定社屋として使用し、ミッドランドスクエアが完成したあとも「なごや支局」（2010年（平成22年）5月に「名古屋本部」に改組）として、「毎日新聞名古屋印刷センター」などの関連部署が残された。

### 対象地域
- 東京本社：関東、東北、甲信越、静岡県
- 大阪本社：近畿（三重県の伊賀熊野を含む）、北陸三県、中国（山口県の一部を除く）、四国
- 名古屋支社：愛知県、岐阜県、三重県（伊賀と熊野を除く）
- 西部支社：九州、沖縄、山口県の一部
- 札幌支社：北海道

### 国外拠点
世界で33か所、記者・現地スタッフは約160人と日本の新聞社では最大規模。テレビ東京（TXN）の取材網としても使われており、テレ東の独自支局がない地域では日本経済新聞社の支局がテレ東の取材も行う。名刺を使用する場合は日本経済新聞社から支給された名刺を渡したうえでテレ東の取材である旨を口頭説明する。ほかに2015年に日経グループ入りしたイギリスのフィナンシャル・タイムズ（FT）の世界取材網も活用している。
- 米州編集総局（ニューヨーク）：杉本晶子
  - ワシントンD.C.
  - シリコンバレー
  - ヒューストン
  - サンパウロ
- 欧州編集総局（ロンドン）
  - パリ：古谷茂久
  - ジュネーヴ
  - ブリュッセル
  - フランクフルト
- 北京（中国総局）
- 香港
- ソウル
- マニラ
- バンコク
- ジャカルタ
- ニューデリー：長沢倫一郎
- ドバイ
- カイロ

## 歴代社長
| 代 | 氏名       | 出身校                     | 在任期間                     |
| -- | ---------- | -------------------------- | ---------------------------- |
| 1  | 小汀利得   | 早稲田大学政治経済学部     | 1945年〜1947年（公職追放）   |
| 2  | 小田嶋定吉 | 早稲田大学文学部           | 1948年〜1955年               |
| 3  | 萬直次     | 早稲田大学政治経済学部     | 1956年〜1967年               |
| 4  | 圓城寺次郎 | 早稲田大学政治経済学部     | 1968年〜1975年               |
| 5  | 大軒順三   | 早稲田大学政治経済学部     | 1976年〜1982年（在職中死去） |
| 6  | 森田康     | 東京帝国大学経済学部       | 1982年〜1988年（辞任）       |
| 7  | 新井明     | 早稲田大学政治経済学部     | 1988年〜1992年               |
| 8  | 鶴田卓彦   | 早稲田大学第一政治経済学部 | 1993年〜2003年               |
| 9  | 杉田亮毅   | 横浜国立大学経済学部       | 2003年〜2007年               |
| 10 | 喜多恒雄   | 慶應義塾大学経済学部       | 2008年〜2014年               |
| 11 | 岡田直敏   | 東京大学法学部             | 2015年〜2020年               |
| 12 | 長谷部剛   | 早稲田大学政治経済学部     | 2021年〜                     |

## 沿革

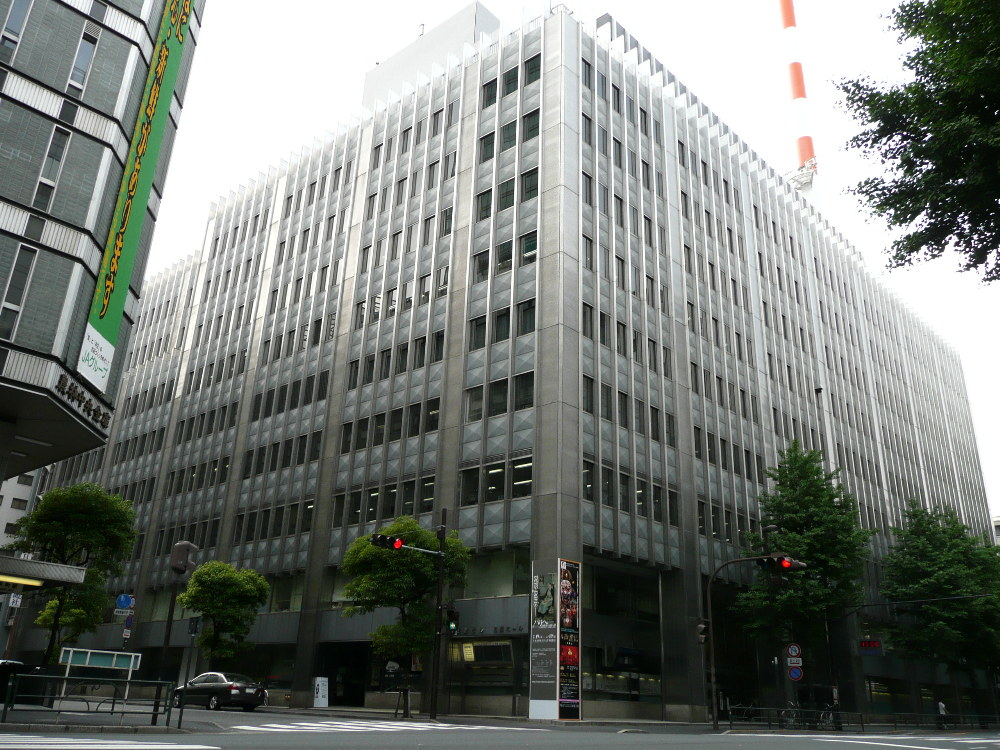
旧日本経済新聞東京本社（現存せず）

当社の主力媒体たる日本経済新聞に関する沿革は同項目を参照
太平洋戦争中に当社が発行した日刊工業新聞に関する沿革は「日刊工業新聞#歴史」を参照
- 1876年（明治9年）12月2日：三井物産中外物価新報局の発行する「中外物価新報」として創刊。このときは競合紙東京日日新聞（現・毎日新聞）発行元の日報社（現・毎日新聞GHD）に印刷を委託していた。
- 1889年（明治22年）：題字を中外商業新報（ちゅうがいしょうぎょうしんぽう）に改題。
- 1911年（明治44年）8月：三井合名会社が全額出資し、株式会社に改組。現在まで続く当社の法人格が成立する。資本金10万円。
- 1941年（昭和16年）6月：三井財閥から離れ、自主経営となる。
- 1942年（昭和17年）11月1日：政府の新聞統合令により、日刊工業新聞など東日本の経済紙を統合[注 2]し、「日本産業経済」に改題[注 3]。社名も日本産業経済新聞社（にほんさんぎょうけいざいしんぶんしゃ）に変更。
- 1946年（昭和21年）3月1日：題字を「日本経済新聞」に、社名も現在の日本経済新聞社にそれぞれ変更。日刊工業新聞社が独立。
- 1963年（昭和38年）1月：週刊英字経済紙「JAPAN ECONOMIC JOURNAL」（現・THE NIKKEI WEEKLY）創刊。
- 1964年（昭和39年）3月：東京・千代田区大手町1丁目9-5に新社屋完成、中央区日本橋茅場町から移転。茅場町の旧本社は別館となる。
- 1968年（昭和43年）7月1日：三井物産、三菱商事、毎日放送らの支援により番組制作会社・株式会社東京12チャンネルプロダクション（現・株式会社テレビ東京。1973年11月より放送局に業種変更）設立（日経は1969年11月に経営参加）。
- 1969年（昭和44年）：
  - 4月：日経マグロウヒル社（現・日経BP社）設立。
  - 11月：東京12チャンネルプロダクションの経営を引き受ける。
- 1971年（昭和46年）5月：「日経流通新聞」（現・日経MJ）創刊。
- 1972年（昭和47年）1月：コンピュータによる自動新聞編集制作システム「ANNECS」稼働。
- 1973年（昭和48年）10月：「日経産業新聞」創刊。
- 1975年（昭和50年）5月：日経ダウ平均（現・日経平均株価）を発表。
- 1987年（昭和62年）10月：日経金融新聞創刊。
- 1990年（平成2年）4月：日本初の経済専門チャンネル「日経サテライトニュース」（現・日経CNBC）をCATVなどに配信開始。
- 1996年（平成8年）1月：インターネット上にホームページ「NIKKEI NET」開設。
- 1997年（平成9年）1月：「日経テレコン21」のサービス開始。
- 1998年（平成10年）4月：子会社の日本公社債研究所が日本インベスターサービスと合併し、格付投資情報センターが発足。
- 1999年（平成11年）：
  - 4月：携帯電話で日経ニュースの送信開始。
  - 10月：日経CNBCが開局。
- 2000年（平成12年）：
  - 7月：日本経済新聞社の2000年プロジェクト（記念事業）[4]の一環で、「21世紀夢の技術展」（愛称：ゆめテク）を開催。
  - 12月：BSジャパン（現・BSテレ東）が開局。
- 2001年（平成13年）1月：110度CS放送委託放送事業者「インタラクティーヴィ」設立（現在は出資していない）。
- 2006年（平成18年）9月：川崎新工場稼働（老朽化した大崎工場の移転）。
- 2007年（平成19年）
  - 1月：日本経済新聞社より電子メディア局（日本経済新聞デジタルメディア）及び出版局事業（日本経済新聞出版社）を分割・設立。また、日本経済新聞社の英文商号を「Nihon Keizai Shimbun, Inc.」から「Nikkei Inc.」へ変更。
  - 10月1日：読売新聞グループ本社、朝日新聞社とインターネット分野での共同事業や販売事業などでの業務提携と災害時の新聞発行の相互援助を行うことで合意したと発表。
- 2008年（平成20年）11月1日：琉球新報社と業務提携を結び、日本の全国紙として初めて沖縄県で現地印刷を開始。
- 2009年（平成21年）4月：東京本社を千代田区大手町地区第一次再開発事業地域に新築された日経ビル（地上31階、地下3階）へ移転開始。同年6月末に移転を完了。旧本社は日本政策投資銀行、日本政策金融公庫との土地交換ののちに建て替えられ、大手町フィナンシャルシティとなる。
- 2010年（平成22年）3月23日：ホームページを全面リニューアル。それに伴い「日本経済新聞電子版」として本格的な有料サービスを開始。
- 2011年（平成23年）12月3日：スマートフォン等モバイル端末向けの新コンテンツの開発・提供（「日経サプリ with TBS」等）とインターネットや放送を通じたアジア向け映像と情報の発信について、東京放送ホールディングス（TBSHD）、毎日新聞社、テレビ東京ホールディングス（TXHD）、NTTドコモ、三井物産と業務提携を行うと発表。
- 2014年（平成26年）
  - 4月：イベントレジスト株式会社と資本業務提携。[5]
  - 5月：日本経済新聞デジタルメディア社よりSansan株式会社に出資。[6]
  - 11月：Evernoteに2000万ドル(当時約23億円)を出資。[7]
- 2015年（平成27年）
  - 1月：1999年から開始した日経gooのサービスを終了。[8]
  - 6月10日：ウォンテッドリー株式会社に約1億円の出資[9]。
  - 11月30日[10]：ピアソンから[11]フィナンシャル・タイムズを1600億円で買収[10]。
- 2017年（平成29年）
  - 1月17日：デジタル動画会社Viibarの資本業務提携[12]。
  - 3月17日：『日経会社情報』は3月17日発売の「2017春号」をもって休刊。1979年3月の創刊以来、38年間の歴史に幕。
  - 5月23日：TBSホールディングス、テレビ東京ホールディングス、WOWOW、電通、博報堂DYメディアパートナーズおよび日本経済新聞社が、動画配信サービス等を主たる事業とする新会社「株式会社プレミアム・プラットフォーム・ジャパン」を共同で設立[13]。
  - 11月1日：配送・制作コストが増加を理由に、朝夕刊セット版を4509円（以下税込）から4,900円、全日版を3,670円から4,000円、朝刊の1部売りを160円から180円に引き上げる。23年ぶりの値上げ。[14]
- 2018年（平成30年）
  - 7月30日：株式会社Finatextホールディングスに出資。保有割合1.9%。[15]
  - 8月3日：ピースオブケイク社と資本業務提携[16]。
  - 12月4日：ケップル社と資本業務提携[17]。
- 2019年（平成31年）
  - 3月14日：アスタミューゼ社と資本業務提携[18]。
  - 4月26日：シンガポールの新興メディア、ディールストリートアジアを買収[19]。
  - 6月18日：東京急行電鉄（現・東急株式会社）と連携し、オープンイノベーション施設Shibuya Open Innovation Lab（SOIL）内の一角に「日経渋谷センター」を新規に開設[20]。
  - 7月1日：イベントレジスト株式会社を子会社化[21]。
  - 7月31日：電子書店「日経ストア」をサービス終了。[22]
- 2021年（令和3年）
  - 4月1日：テレビ東京グループ（テレビ東京、テレビ東京コミュニケーションズ）と共同で運営するYoutubeチャンネル「日経テレ東大学」を開設。
  - 5月14日：ミンカブ・ジ・インフォノイドと資本業務提携。15億円、出資比率は3.10%[23]。
  - 12月1日：薬剤師向けの求人・転職サイトなどを運営する日経HRエージェントが経営難等を理由に日経HRと合併[24]。
  - 12月：旅行業を手がける子会社の日経カルチャーがコロナ禍による経営難にて営業終了・精算[25]。
- 2023年（令和5年）
  - 3月5日：「日経テレ東大学」の番組内にて同チャンネルの終了を発表[26]。
  - 3月31日：株式会社プレミアム・プラットフォーム・ジャパンが、株式会社U-NEXTと経営統合により解散。
- 2024年（令和6年）
  - 1月11日：英国の指数開発・運営会社、ウィルシャー・インデックスに出資。出資比率は8%。同社には日経グループの英フィナンシャル・タイムズも出資しており、日経グループで約2割を出資する株主となった。
  - 2月1日：24年3月29日付で日経産業新聞を休刊することを発表[27]。約50年の歴史に幕。
  - 2月26日：子会社の日経首都圏印刷を解散し、同じく子会社の日経東京製作センターに吸収合併することを発表。[28]
  - 3月1日：4月1日から日経MJ（流通新聞）の月ぎめ購読料を2300円から2800円に改定。[29]
  - 4月26日：英文ニュース媒体「Nikkei Asia」について週刊のプリント版（紙面版）を9月にて発行終了することを発表。
  - 9月30日：北九州、山口県下関地区、福岡県の中間市と遠賀郡の4町（芦屋町、水巻町、岡垣町、遠賀町）で夕刊を終了。発行部数は8月時点で約2700部。[30]
  - 10月31日：静岡県全域での夕刊発行を終了。発行部数は約1万500部[31]。
- 2025年（令和7年）
  - 3月30日：日経ヴェリタスの紙およびビューアーを休刊。デジタル版へ移行。

## 連結業績推移
| 決算期                   | 売上高  | 営業利益 | 経常利益 | 当期純利益 | 備考                                 |
| ------------------------ | ------- | -------- | -------- | ---------- | ------------------------------------ |
| 2008年（平成20年）12月期 | 362,874 | 16,960   | 18,065   | 4,882      |                                      |
| 2009年（平成21年）12月期 | 315,414 | -3,787   | -3,709   | -13,216    |                                      |
| 2010年（平成22年）12月期 |         |          |          |            |                                      |
| 2011年（平成23年）12月期 | 290,198 | 9,670    | 12,479   | 7,313      |                                      |
| 2012年（平成24年）12月期 | 290,569 | 15,741   | 17,459   | 10,641     |                                      |
| 2013年（平成25年）12月期 | 287,958 | 18,334   | 19,853   | 11,395     |                                      |
| 2014年（平成26年）12月期 | 300,647 | 16,753   | 19,036   | 10,259     |                                      |
| 2015年（平成27年）12月期 | 303,758 | 15,870   | 18,603   | 10,148     | 11月にフィナンシャル・タイムズを買収 |
| 2016年（平成28年）12月期 | 358,976 | 9,909    | 11,805   | 3,778      |                                      |
| 2017年（平成29年）12月期 | 358,224 | 10,522   | 13,050   | 6,462      |                                      |
| 2018年（平成30年）12月期 | 355,285 | 12,973   | 14,474   | 5,161      |                                      |
| 2019年（平成31年）12月期 | 356,884 | 14,285   | 13,418   | 3,560      |                                      |
| 2020年（令和02年）12月期 | 330,800 | 8,481    | 12,621   | 1,386      |                                      |
| 2021年（令和03年）12月期 | 352,905 | 19,823   | 22,190   | 12,370     |                                      |
| 2022年（令和04年）12月期 | 358,432 | 18,158   | 22,457   | 11,891     |                                      |
| 2023年（令和05年）12月期 | 366,502 | 11,403   | 16,130   | 9,712      |                                      |
| 2024年（令和06年）12月期 | 382,223 | 14,129   | 14,301   | 8,324      |                                      |

- 単位は百万円。業績数値および発行部数（国際版を含む）は日本経済新聞社提出の有価証券報告書より転載。

## 単体績推移
| 決算期                   | 単体売上高 | 経常利益 | 当期純利益 | 「日本経済新聞」 発行部数 | 日経電子版 有料会員数 | 備考                                                      |
| ------------------------ | ---------- | -------- | ---------- | ------------------------- | --------------------- | --------------------------------------------------------- |
| 2003年（平成15年）12月期 | 223,792    | 17,323   | 7,678      | 304万                     |                       |                                                           |
| 2004年（平成16年）12月期 | 227,755    | 22,191   | 8,757      | 305万                     |                       |                                                           |
| 2005年（平成17年）12月期 | 232,693    | 25,526   | 13,597     | 305万                     |                       |                                                           |
| 2006年（平成18年）12月期 | 234,838    | 32,567   | 18,003     | 305万                     |                       |                                                           |
| 2007年（平成19年）12月期 | 201,522    | 17,572   | 8,491      | 305万                     |                       | 2007年（平成19年）1月より出版事業・電子メディア事業を分社 |
| 2008年（平成20年）12月期 | 197,107    | 5,763    | 3,515      | 306万                     |                       |                                                           |
| 2009年（平成21年）12月期 | 177,104    | ▲6,166   | ▲1,416     | 307万                     |                       |                                                           |
| 2010年（平成22年）12月期 | 177,468    | 6,874    | 5,519      | 307万                     | 約10万                | 2010年3月より電子版創刊                                   |
| 2011年（平成23年）12月期 | 170,895    | 4,509    | 3,430      | -                         | 約17万                |                                                           |
| 2012年（平成24年）12月期 | 171,894    | 9,626    | 6,611      | 284万                     | 約25万                |                                                           |
| 2013年（平成25年）12月期 | 169,768    | 13,464   | 9,515      | 276.4万                   | 33.5万                |                                                           |
| 2014年（平成26年）12月期 | 170,413    | 13,216   | 7,769      | 273.2万                   | 39.0万                |                                                           |
| 2015年（平成27年）12月期 | 180,618    | 12,327   | 12,362     | 273.2万                   | 44.9万                | 7月 株式会社日本経済新聞デジタルメディアを吸収合併        |
| 2016年（平成28年）12月期 | 188,778    | 10,892   | 6,837      | 272.6万                   | 50.1万                |                                                           |
| 2017年（平成29年）12月期 | 187,219    | 10,619   | 6,817      | 249.8万                   | 55.8万                |                                                           |
| 2018年（平成30年）12月期 | 188,927    | 15,533   | 9,548      | 235.8万部                 | 62.0万                |                                                           |
| 2019年（平成31年）12月期 | 188,828    | 14,498   | 10,975     | 223.6万                   | 69.8万                |                                                           |
| 2020年（令和02年）12月期 | 176,928    | 10,864   | 4,355      | 199.3万                   | 76.0万                |                                                           |
| 2021年（令和03年）12月期 | 180,730    | 14,965   | 11,097     | 181.4万                   | 79.7万                |                                                           |
| 2022年（令和04年）12月期 | 175,185    | 15,079   | 9,306      | 164.9万                   | 82.3万                |                                                           |
| 2023年（令和05年）12月期 | 173,461    | 12,395   | 10,369     | 140.9万                   | 90.2万                |                                                           |
| 2024年（令和06年）12月期 | 177,024    | 13,913   | 11,352     | 133.8万                   | 102万                 |                                                           |

- 単位は百万円。業績数値および発行部数（国際版を含む）は日本経済新聞社提出の有価証券報告書より転載。

## 発行している新聞
- 日本経済新聞 - 日刊
  - 日本経済新聞国際版
- 日経MJ（日経流通新聞）- 月・水・金曜発行
- フィナンシャル・タイムズ - 日刊

## グループ会社
以下は2024年（令和6年）2月29日現在。括弧内は議決権の保有割合（間接保有も含む）。

### 連結子会社
- Financial Times Group Limited（100%）※特定子会社
- 日経ビーピー（100%）※特定子会社
- 日経メディアマーケティング（100%）
- 日経メディアプロモーション（100%）
- 日経ピーアール（66.7%）
- 日経大阪ピーアール（100%）
- 日本経済社（48.7%）
- 日経HR（100%）
- 日経西日本製作センター（100%）
- 日経名古屋製作センター（100%）
- 日経東京製作センター（100%）
- 日経編集製作センター（100%）
- 日経プラザ&サービス（100%）
- NIKKEI AMERICA, INC.（100%）
- NIKKEI EUROPE LTD.（100%）
- NIKKEI GROUP ASIA PTE. LTD.（100%）
- NIKKEI CHINA(HONG KONG) LTD.（100%）
- 日経映像（66.7%）
- 日経CNBC（45%）※特定子会社
- 日経リサーチ（100%）
- 日経統合システム（66.7%）※特定子会社
- 格付投資情報センター（64.6%）※特定子会社
- QUICK（62.6%）※特定子会社
- 日経QUICKニュース社（100%）
- Nikkei FT Learning Limited（100%）※特定子会社

他9社

### 持分法適用関連会社
- 日経サイエンス（50.0%）
- テレビ東京ホールディングス（32.5%、東京証券取引所プライム市場上場）

以下の2社はテレビ東京ホールディングスの100%子会社である。
- テレビ東京
- BSテレビ東京

- テレビ大阪（23.9%）
- テレビ愛知（20.9%）
- TVQ九州放送（19.9%）※実質的な影響力を保有
- テレビ北海道（19.9%）※実質的な影響力を保有
- 日経ラジオ社（ラジオNIKKEI、20.7%）※実質的な影響力を保有
- 日経ナショナル ジオグラフィック（50.0%）

### 関連のある会社
資本関係は薄れるないしはないが、歴史的につながりのある会社。または取引上、深いつながりのある会社。
- TBSホールディングス・TBSテレビ・TBSラジオ - 旧・東京放送。三井物産が設立に関わっており、事実上の同根企業。
- テレビ朝日ホールディングス・テレビ朝日 - 旧・日本教育テレビ→全国朝日放送。設立から東京12チャンネルプロダクションの筆頭株主になるまで大株主。
- 産業経済新聞社（産経新聞） - 太平洋戦争中に国策として行われた新聞統制に伴い、旧・大阪中外商業新報が、産経新聞（現在の同新聞大阪本社）に合同された。
- 日刊工業新聞社 - 太平洋戦争中に国策として行われた新聞統制に伴い、旧・日本産業経済新聞社が一時合併した。
- 旺文社 - 日経ラジオ社の大株主で、旧・日本教育テレビ→テレビ朝日の元大株主。
- ソニーグループ - 日経ラジオ社の大株主。
- 三井物産
- 三井不動産 - 旧・三井合名会社→三井本社を合併した。
- 毎日放送（MBN、韓国） - 2011年12月に行われた規制緩和に伴う、総合放送局化の際に増資が行われ、日本経済新聞社もMBNの呼びかけに応じる形で1%出資している[38][39]。
- ウィルソン・ラーニング ワールドワイド（東京証券取引所スタンダード市場＝旧ジャスダックスタンダード上場）

## 印刷工場
最主力媒体の日本経済新聞は日本全国25か所に海外7か所を加えた世界32か所で印刷されている。大都市圏などの自社グループ会社による印刷体制と、地方都市のように地方紙を印刷する工場に委託する委託印刷に分かれる。なお、専門紙の日経産業新聞・日経MJ・日経ヴェリタスは外部への委託をせず、日経グループ内拠点のみで印刷される。
1980年代後半からは新聞業界のトレンドとして印刷工場の相互融通を図っているほか、自社の印刷拠点も整理しており、西日本では印刷子会社が統合された。。
なお地方紙への委託分に関しては、カラー印刷能力や紙質の都合により、1頁を含めてモノクロページが多かったり、日曜版の「Nikkei the Style」が通常の新聞用紙のみで印刷される地域もある。

### 自社グループ10拠点
各法人は基本的に対等な立場だが、首都圏では「東京製作センター」が首都圏各工場を間接的に管理・支援するほか、全国のグループ印刷工場の機器更新にもかかわる。

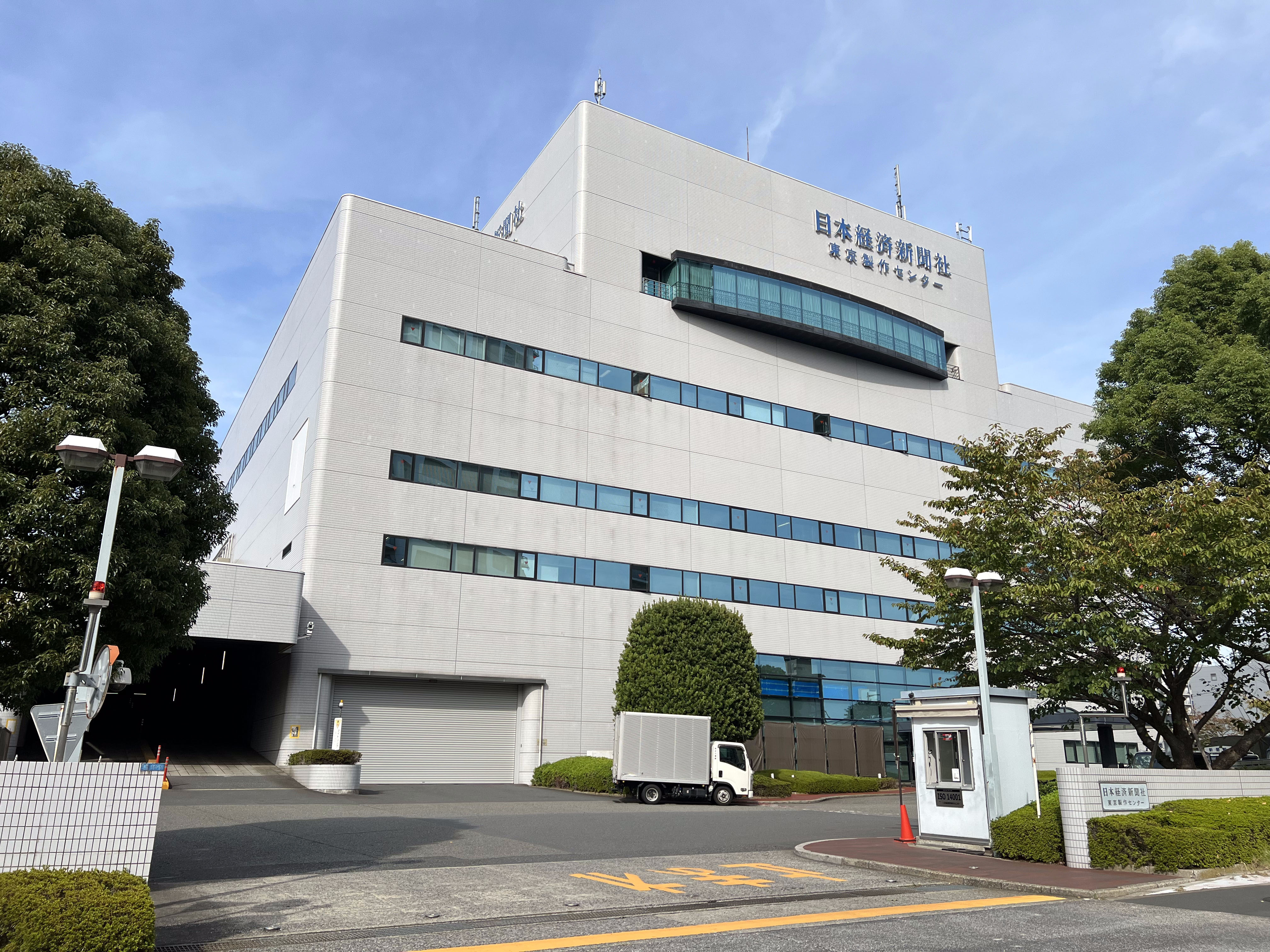
日経東京製作センター 東雲工場

日経東京製作センター（旧・千代田総業、公式サイト）
- 東雲工場 東京都江東区東雲1丁目10-5
- 川崎工場 川崎市高津区久地3丁目16-2

日経首都圏印刷（公式サイト）
2016年1月に茨城工場を運営する「日経茨城製作センター」を統合した。
- 横浜工場 横浜市瀬谷区目黒町
- 埼玉工場 埼玉県鴻巣市箕田
- 八潮工場 埼玉県八潮市2丁目
- 千葉工場 千葉県習志野市茜浜3丁目
- 茨城工場 茨城県かすみがうら市上稲吉

※このほか、立川工場（東京都立川市富士見町6丁目）もあったが、2021年10月に閉鎖された。
日経名古屋製作センター（公式サイト）
愛知県清須市春日中沼9
日経西日本製作センター（公式サイト）
2011年に「日経大阪製作センター」が「日経西部製作センター」を統合した。
- 本社・大阪工場 大阪市城東区放出西2-12-10

2019年9月完成。これにより下記2工場を閉鎖、大阪工場に統合された。
- 旧本社・大手前工場 大阪市中央区大手前1-1-1（日本経済新聞大阪本社旧社屋内）
- 南港工場 大阪市住之江区南港北1-2-29

- 西部工場 福岡市東区東浜1-10-63

※このほか、京都工場（京都府久世郡久御山町下津屋北野21）もあったが、朝日新聞の関連会社トーシ・プリンティングサービスに委託するため、2012年3月に閉鎖された。

### 委託印刷先

#### 北海道1拠点
北海道新聞社の印刷子会社に委託。
道新オフセット
札幌市西区宮の沢1条4丁目15-5

#### 東北2拠点
青森読売プリントメディア（主に北東北担当）
青森県弘前市大字高田3丁目5-1
岩手日日新聞社（岩手県一関市）の子会社で「青森高速オフセット」と名乗っていたが、2020年4月1日付で株主が読売新聞東京本社に交代したため、同年10月1日付で社名変更。
仙台高速オフセット（主に南東北担当）
仙台市若林区卸町東5丁目7-26
岩手日日新聞グループ。

#### 信越2拠点
新潟・長野両県内向けは各県の地元紙に印刷を委託。
新潟日報社黒埼本社印刷センター
新潟市西区善久772-2
信濃毎日新聞社塩尻製作センター（公式サイト）
長野県塩尻市広丘高出1963-1

#### 中部1拠点
【東京本社管内】
静岡県内向けの紙面印刷を委託。
静岡新聞社本社工場
静岡市駿河区登呂3丁目1-1

#### 北陸1拠点
北國新聞社の子会社に印刷を委託。
ショセキ白山工場（公式サイト）
石川県白山市鹿島町二号17-1

#### 関西2拠点
トーシ・プリンティングサービス（朝日新聞社と東洋紙業の合弁会社、京都・滋賀向け）
京都市伏見区横大路下三栖城ノ前町23-3
神戸新聞総合印刷阪神印刷センター（公式サイト、兵庫向け）
兵庫県西宮市西宮浜3-31

#### 中国・四国3拠点
地域ごとに地元新聞社のグループ会社に委託。
山陽新聞印刷センター（岡山・鳥取向け）
岡山県倉敷市片島町964-1
中国印刷（中国新聞印刷子会社。広島・島根向け、公式サイト）
広島市西区商工センター7丁目6-23
有限会社ニュースフロー（四国新聞印刷子会社、公式サイト）
香川県高松市香川町川東下155-1

#### 九州・沖縄2拠点
南日本新聞オフセット輪転（南日本新聞社と淵上印刷の合弁、南九州向け）
鹿児島市南栄3丁目12-2
琉球新報社制作センター（沖縄県向け、かつては全国では珍しく夕刊の印刷も委託した（現在は夕刊を発行していない）。公式サイト）
沖縄県那覇市字天久905
沖縄県では2008年（平成20年）11月に全国紙として戦後初の現地印刷を開始した。

#### 相互融通など
- 神戸新聞社と相互提携している。
  - 日経には直系スポーツ新聞がないが、代わりとして東雲工場、新木場工場で東日本向けのデイリースポーツを受託印刷している[注 4]ほか、神戸新聞社から日経スポーツ面の写真提供を受けている。2006年に新木場工場を神戸新聞社・デイリースポーツ社に譲渡し、デイリースポーツプレスセンターとして直営工場化していた[43]が、2019年1月15日（1月16日付朝刊）から、東雲工場での委託印刷を再開するようになった[44]。
  - 逆に兵庫県向けの日経は神戸新聞社が受託印刷している（前節を参照）。
  - 本州（中京圏除く）・四国地方では主に日経を取り扱う朝日新聞[注 5]・毎日新聞を中心に、首都圏では読売新聞、関西では産経新聞、さらに西日本の多くの地方新聞の販売店を中心とした販売提携を行っている。
  - 過去にはテレビ東京のスポーツニュースにデイリーの記者が出演したことがある。またラジオたんぱ「ニュースオールナイト」にデイリースポーツ提供のスポーツニュースコーナーがあった。
  - 阪神・淡路大震災発生の時は神戸新聞の社屋・工場が被災したため、紙面編集を日経東京本社に、また紙面印刷を日経と提携する地方紙の工場に、それぞれ臨時委託を行ったこともある（現在も広島・山口版については中国新聞のグループ会社「中国印刷」と「中国新聞広島制作センター」で委託印刷を常時行っている）。
- 日経茨城製作センターは朝日新聞東京本社の北関東（茨城県・栃木県・群馬県）向け新聞の委託印刷も行っている。
- 日経首都圏印刷千葉工場では2015年5月から千葉日報（千葉県の地方紙）の受託印刷を行っていた。

### 国際版7拠点
1987年（昭和62年）、日経国際版の発行を開始し、現在次の7拠点で印刷されている。
- ニューヨーク
- ロサンゼルス
- ブリュッセル
- 香港
- シンガポール
- バンコク - 2006年（平成18年）9月より現地印刷開始。
- シドニー

## 新聞販売店

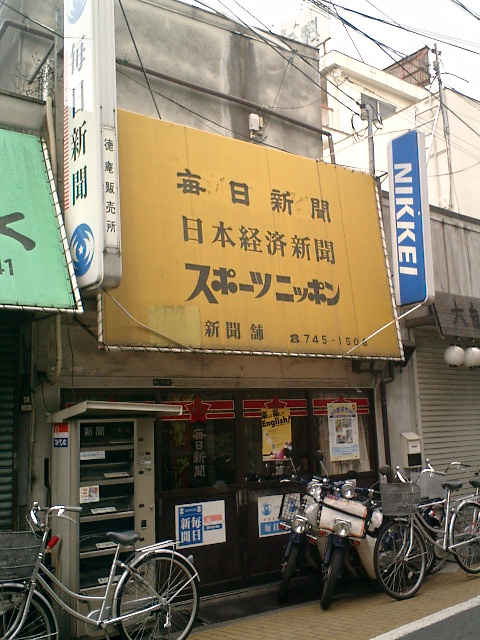
毎日新聞徳庵販売所
（大阪府東大阪市徳庵本町）
一部全国紙・地方紙・ブロック紙販売店では日経も併売されている。

NSN（NEWS SERVICE NIKKEI）と呼ばれる日経専売の販売店が大都市部の一部に存在する。そのほか、読売新聞、毎日新聞、朝日新聞及び地方紙やブロック紙を扱う合売店と呼ばれる販売店で併売されている。ただし、発刊に至った経緯が類似している産経新聞の専売店では取り扱っている箇所が少ない。静岡県や福島県では大半の販売店が合売店であるなど、むしろ地方都市では合売方式が普通で、これによって全国での販売を可能にしている。

## 事件・不祥事
- 1988年
  - 7月6日、森田康社長がリクルートコスモス株、2万株を購入し、公開直後に売却した責任をとって辞任。
- 1999年
  - 11月、記事審査部で校閲担当だった元記者の杉嶋岑が北朝鮮で「取材」中、スパイ容疑で逮捕され、2年にわたって拘束されたあと、国外追放の形で釈放された。杉嶋は1986年の初訪朝直後に公安調査庁と内閣情報調査室の依頼を受け、以来訪朝のたびに現地で取材に託けた情報収集を行い、入手した情報を日本国政府に流していた事が判明している[45]。
- 2003年
  - 関連子会社の「TCワークス」に絡む不正経理・手形濫発事件で、事件を内部告発した大塚将司ベンチャー市場部長を、当時の鶴田卓彦日本経済新聞社社長が「名誉を傷つけられた」として名誉毀損で告訴し、3月20日付で懲戒解雇した。解雇された大塚元部長は株主代表訴訟で応じたことから、同社は内紛状態に陥り、鶴田は事実上の引責辞任に追い込まれた。大塚と会社はのちに「和解」が成立し、大塚は日本経済新聞社に復職、現在は関連の研究センターで主任研究員を務めている。「TCワークス」は内装工事を手がける子会社であったが、日経本社は同社に対し74億2,000万円の融資をしていたほか、20億円の債務保証をしていた。「TCワークス」の社長ら3人は特別背任で逮捕された。最終的に日経側と元部長側は東京地裁の和解勧告に応じ、元部長の懲戒解雇処分を撤回。コンプライアンス（法令順守）向上のために、学識経験者などの第三者で構成する社長の助言機関を設置。その運営費用として10人の元・現役員が計2,000万円、同社が1,000万円を拠出する和解が2004年12月20日に成立した[要出典]。
  - 鶴田卓彦社長時代、自民党政調会長だった亀井静香より政府与党の緊急経済対策の立案を水面下で依頼され、編集局長に命じてアイデアを出させたことがあった。この対策案に対して、論説委員が「いかにも急造り」「内容も粗雑」などと批判記事を出したところ、鶴田は激怒しその論説委員を更迭した[46]。
- 2006年
  - 2月、東京本社広告局の職員が、企業の公告の内容を事前に知る立場にあることを利用して、保有株を公示前に売り抜けていたことが判明。インサイダー取引の疑いで7月25日に逮捕される。当時の日本経済新聞社の社員服務規定第2条にも「従業員は、言論・報道機関に勤務していることを深く認識して、高い倫理感に基づいて証券取引法に基づくインサイダー取引規制法規を順守しなければならない」と掲げられていたため、この社員の行動は社内規定に対する重大な挑戦とも見なされた。結果、広告担当常務が引責辞任し、監督者の広告局長と広告部長は解任された[47]。
- 2008年
  - 7月5日、東京本社編集局の職員が、VAWW-NETジャパンへNHK番組改変問題に関連して「あほか。あんたがたの常識のなさにはあきれはてる」「報道ってのは取材先の嫌なこともちゃんと中立的に伝えるのが役目なんだよ。なんであんたがたの偏向したイデオロギーを公共の電波が垂れ流さなきゃいけないんだよ」などと6月13日に社内の業務用アドレスからメールしていたことが判明。VAWW-NETからの抗議を受け、日本経済新聞社は職員を処分した[48]。
- 2012年
  - 7月20日、電車内で下半身を露出したとして、日本経済新聞社大阪本社販売局の男性社員が公然わいせつ容疑で逮捕された。JR阪和線区間快速上り線の和泉府中 - 三国ケ丘間の車内で2人がけの椅子に座り、隣席の20代の女性に向け下半身を露出した疑い。[49]
- 2014年
  - 11月7日、自宅で覚醒剤を所持していたなどとして、警視庁は、日本経済新聞社文化事業部次長の男性社員を覚せい剤取締法違反（所持）と麻薬特例法違反（譲り受け）の疑いで逮捕。[50]
- 2016年
  - 11月30日、モデルの押切もえらの電子メールサービスなどに不正接続したとして、日本経済新聞社デジタル編成局所属の社員が不正アクセス禁止法違反などの疑いで逮捕された。
- 2017年
  - 7月25日、業務で新聞販売店に購入を依頼されたかのように装ってグループ会社から商品券をだまし取っていた東京本社販売局の男性社員を懲戒解雇。男性社員は大阪本社販売局にいた2015年1月～2017年3月、33回にわたり計567万円相当の商品券を発注。代金は新聞販売店10店などに請求させる一方、商品券は自ら受け取り現金化し、私的に使った。販売店は気づかないうちに代金などを負担させられていた。[51]
  - 12月7日、タクシー運転手の顔を殴ったとして、日本経済新聞社編集局総合編集グループ次長が警視庁赤坂署に逮捕された。赤坂署によると、同社員は直前まで現場付近で同僚と酒を飲んでおり、タクシーにクラクションを鳴らされたことに腹を立て殴ったという。同社員はその後、解雇等の処罰は下されていない。
  - 12月12日、業務を装って計3000万円相当の商品券を不正取得していた同社の東京本社販売局第2部次長の男性社員を懲戒解雇。男性社員は2012年8月～17年5月、西部支社販売部などで63回にわたりグループ会社に商品券を発注し、換金して私的に使用。虚偽の説明をして新聞販売店や本社に代金を負担させていた。[52]
  - 12月21日、東京本社2階の男性用トイレが焼けて1人が死亡した。死亡したのは日本経済新聞の元販売所長。死因は焼死。その後、現場となったトイレは使用禁止となり、現在は日本経済新聞社グループの書籍を扱う書店となっている（2024年現在）。
- 2018年
  - 7月3日、同社デジタル販売局に所属した元社員が大量の社員や読者の個人情報などを不正に外部へ持ち出したとして、警視庁に不正競争防止法違反容疑で告訴したと発表した。元社員はデジタル販売局に所属していた2012年10月に、本社内の総務局員の業務用PCを分解してHDDを奪い、同社の営業秘密に当たるという約3,000人の社員の生年月日や基準内賃金などのデータを私用PCに転送した。情報流出について同社は記事内で謝罪している[53]。
- 2019年
  - 10月30日、米子会社の日経アメリカ社（ニューヨーク市）の社員が9月下旬、日経の経営幹部を装った何者かによる虚偽の指示に基づいてアメリカ社の資金約2,900万ドル（約32億円）を流出させたと発表。日経アメリカ社の経理担当職員を諭旨免職。[54]
- 2020年
  - 3月6日、『世界を変えよう宣言篇』と題した自社の企業CMで、「たとえ国境が何百年も変わらなかったとしても、技術による変化は国を超え、言語や文化を超え、人々の生活を次々とアップデートをしていく。あなたが今、どこで暮らしていたとしても、その手には何億人も明日をよくするそんな力がある」のナレーションとともに世界各国の国旗が翻る映像が流れ、その中の韓国国旗の映像が、ゲッティが配信した島根県竹島（韓国側名称独島）に駐留する韓国警備隊の動画だったことが発覚し批判が殺到。翌3月7日には「誤解を招く表現があった」「確認作業が不十分だった」とし、ネット上から当該のCM動画を削除し謝罪した[55]。
  - 5月12日、サイバー攻撃を受け、日経と一部のグループ会社・団体の役員・社員やOB、業務委託先社員ら1万2,514人分の個人情報が流出した。[56]
  - 5月22日、「フジロックも中止 フェスなき夏、音楽ビジネスの修正不可避」という記事をフジロックフェスティバル中止発表前に日経電子版で公開し謝罪した[57]。
  - 11月、日経フィナンシャルの初代編集長が就任半年足らずで社内不祥事を理由に依願退職。不祥事の内容は不明のまま[58]。
- 2021年
  - 5月11日、出張経費の不正取得などで同社に計約269万円の損害を与えたとして、同社の告コミュニケーションユニットプロデュース部次長の男性社員を懲戒解雇したと発表。同社員は2018年１月～2021年２月、出張期間を長く見せかけたり、航空運賃を水増ししたりする手口で経費の不正取得を繰り返し、私的に流用していた。[59]
- 2022年
  - 3月4日、常務取締役兼編集局長がオンライン会議の席上、編集幹部に対して、ロシアのウクライナ侵攻をめぐる報道ぶりに「いい加減にしてよ。全員立たせて怒鳴りたい」などと高圧的な説教をし、ウクライナ侵攻報道は「千載一遇のチャンス」という趣旨のメールを送ったことが週刊文春で取り上げられる[60]。
  - 3月23日、週刊文春より2021年度の依願退職者が53名、ハラスメント相談が30件に及んだ実態を報じられる。依願退職をした記者にはSNSで人気の記者も含まれていた[61]。
  - 6月10日、文藝春秋が7月特別号にて大量離職問題やテレビ東京への天下り問題に対する株主提案などの一連のガバナンス・事業戦略・人事労務管理に関する内情について「日経新聞で何が起きているのか」と題して掲載[62]。日本経済新聞社は「関係者の評価を貶める内容」と抗議した[63]。
  - 8月23日、日経フィナンシャルの２代目編集長のけん責処分が発表[64]。初代編集長に続く不祥事にクライアントのSMBCからクレームが入る事態となった[65]。
  - 9月9日、朝刊一面にて〈ロシア石油、海上取引の「瞬間」 公海上で監視甘く〉と題し、ロシア石油の裏ルートの存在について1,000時間以上かけたスクープとして報じた。しかし、同月28日、写真のタンカーが移し替えていた石油が〈ロシア産石油の可能性が低い〉として、一面に訂正記事を掲載。誤報扱いとなった[66]。
  - 12月23日、日本経済新聞社が提供する新聞記事クリッピングサービス「日経スマートクリップ」のサーバーに、外部からの不正アクセスが12月14日に確認されたことを公表。攻撃者は、サーバー内のユーザー266名分のメールアドレス情報をはじめとする氏名、IDなどの個人情報を窃取した可能性があるとした。[67]
- 2023年
  - 2月、50代記者が取材先企業から私的に便宜供与を受けたことなどを理由に懲戒解雇されていたことが週刊文春の取材で判明[68]。
- 2024年
  - 6月7日、グループである日経BP従業員のメールアカウントへの不正アクセスがあり、メール送受信先の一部の個人情報が漏えいしたことを公表。不正に参照された恐れがあるメールは108件、これに伴い流出した恐れのある社外の個人情報（個人名、メールアドレス、住所、電話番号を含む）は33件とした。[69]
  - 8月23日、会員システム「NIKKEI ID」によるログインができない障害が発生。「日本経済新聞 電子版」（日経電子版）を含む日経グループの様々なメディアで障害が発生した。[70]
  - 8月26日、日本経済新聞社の持分法適用関連会社であるテレビ東京の制作局に所属している40代の男性プロデューサーが、タレント志望の20代の女性に対して、タクシーの車内でわいせつな行為をしたとして、警視庁は不同意わいせつ容疑で書類送検した。
  - 8月29日、日本経済新聞の社会保障グループの女記者が別の報道機関の男性記者に「会いたい」などと繰り返しメッセージを送ったとしてストーカー規制法違反の疑いで警視庁に逮捕された。スマホ決済サービスのチャット機能を使い６４回にわたって「会いたい」とか「１人にしないで」といったメッセージを送ったとしてストーカー規制法違反の疑い。[71]
- 2025年
  - 1月31日 - 2021年から24年にかけて「日経電子版」「NIKKEI Financial」「日経クロステック」の法人契約を結ぶ企業15社に対し閲読者数や閲覧状況を実績よりも過大に報告していたことが発覚。日経電子版の契約先1社、NIKKEI Financialの契約先2社の計3社については、過大報告した閲読者数をもとに利用料金を設定したため、合計で174万5040円の過大請求も発生していた。[72]

## 備考
- 慶應義塾大学へ寄附講座を開設している。